# محوطه یورد یری
محوطه یورد یری مربوط به دوره اشکانیان - دوره ساسانیان - سده‌های اولیه دوران‌های تاریخی پس از اسلام است و در شهرستان ماهنشان، بخش انگوران، دهستان انگوران، شمال روستای قرقان علیا، مجاورت خانه‌ها واقع شده و این اثر در تاریخ ۲۷ بهمن ۱۳۸۷ با شمارهٔ ثبت ۲۴۶۰۸ به‌عنوان یکی از آثار ملی ایران به ثبت رسیده است.